# ریخته‌گری تایپوگرافی

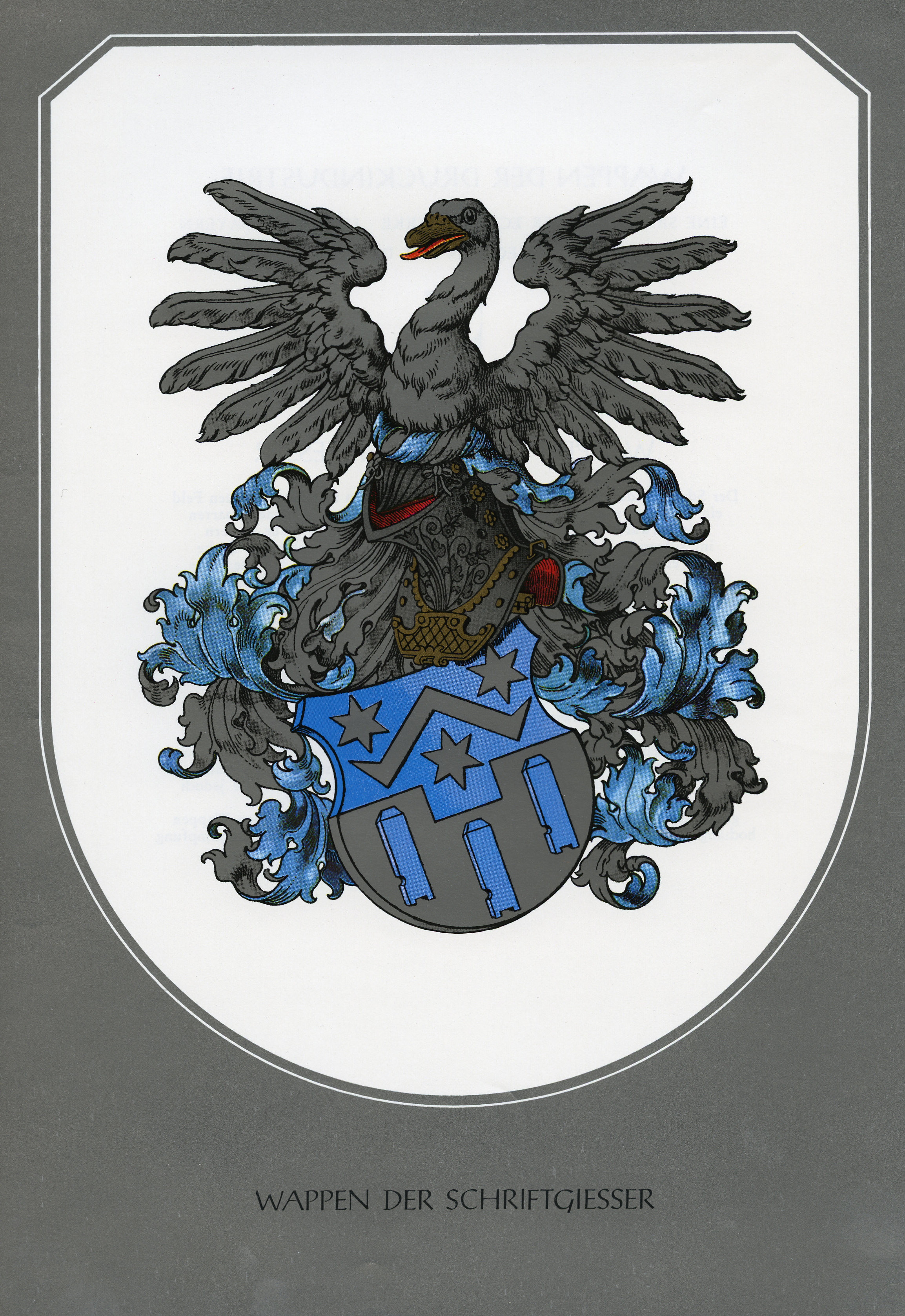
نشان ملی آلمان برای صنف حروف‌ریزی

ریخته‌گری تایپوگرافی  یک شرکت تولید کننده انواع حروف برای چاپ است. پیش از این، بین سده‌های پانزدهم و بیستم، مسئله طراحی و ساخت حروف نقش برجسته، با سرب، انجام می‌گرفت. همچنین پیش از حروف‌نگاری دیجیتال، شرکت‌های تولید کننده، حروف فلزی و چوبی را برای حروفچینی دستی و قالب‌هایی (ماتریس) برای ماشین‌آلات ریخته‌گری حروف مانند ماشین لاینوتایپ و ماشین‌های چاپ لترپرس تولید و می‌فروختند.
سازندگان حروف دیجیتال امروزی فونت‌هایی (معمولاً به صورت قلم‌های دیجیتالی) را که توسط طراحان فونت ایجاد می‌شود، ساخته و توزیع می‌کنند، یا ممکن است فری‌لنسرهایی باشند که فونت‌سازی مستقل خود را انجام می‌دهند، یا در یک شرکت طراحی فونت استخدام می‌شوند. شرکت‌های طراحی و ساخت فونت نیز ممکن است خدمات طراحی فونت سفارشی را ارائه دهند.

## پیشینه
در انگلستان، کارخانه‌های ریخته‌گری فونت در سال ۱۴۷۶ آغاز به کار کردند، زمانی که ویلیام کاکستون ماشین چاپ فشاری را معرفی کرد.